# Бір (Вараський район)
Бір — село у Зарічненській громаді Вараського району Рівненської області України.

## Географія
Село розташоване на правому березі річки Канави, правої притоки Стиру.

## Опис
Підпорядковується Серницькій сільській раді, лежить за 15 км від районного центру, з яким зв'язано автодорогою.
Населення станом на 1 січня 2007 року становило 95 чоловік.
Назва імовірно походить від місця розташування села, яке розкидано серед бору.

## Населення
За переписом населення 2001 року в селі мешкало 117 осіб. 100 % населення вказали своєї рідною мовою українську мову.